# Cantone di Montcuq
Il Cantone di Montcuq era una divisione amministrativa dell'arrondissement di Cahors.
È stato soppresso a seguito della riforma complessiva dei cantoni del 2014, che è entrata in vigore con le elezioni dipartimentali del 2015.
Comprendeva i comuni di:
- Bagat-en-Quercy
- Belmontet
- Le Boulvé
- Fargues
- Lascabanes
- Lebreil
- Montcuq
- Montlauzun
- Saint-Cyprien
- Saint-Daunès
- Sainte-Croix
- Saint-Laurent-Lolmie
- Saint-Matré
- Saint-Pantaléon
- Saux
- Valprionde